# Xi meng ren sheng
Xi meng ren sheng (no Brasil, Mestre das Marionetes) é um filme de drama taiwanês de 1993 dirigido por Hou Hsiao-hsien e escrito por Chu T’ien-wen e Wu Nien-jen. Estrelado por Li Tian-lu, Lim Giong e Tsai Chen-nan, venceu o Prêmio do Júri do Festival de Cannes.

## Elenco
| Ator          | Papel        |
| ------------- | ------------ |
| Li Tian-lu    | ele mesmo    |
| Lim Giong     | Li Tian-lu   |
| Tsai Chen-nan | Ko Meng-dang |
| Yang Lai-Yin  | Lai Hwat     |
| Vicky Wei     | Lei Tzu      |